# زردک (ماهی)
زَردَک، زَردَک خزری یا سس‌ماهی خزری (نام علمی: Luciobarbus caspius) نام یک گونه ماهی از خانواده کپورماهیان است.
- پراکنش در ایران: حوضه دریای خزر
- ویژگی‌های ریخت‌شناسی: دندان حلقی سه ردیفی (۵٫۳٫۲–۲٫۳٫۵ یا ۴٫۳٫۲–۲٫۳٫۴) بیشینه درازا ۱۰۳ (میانگین ۳۹) سانتی‌متر؛ بیشینه وزن ۱۴٫۵ کیلوگرم (میانگین ۴۲۰ گرم)؛ بدن دراز و باریک بوده و درازی ۵–۶ برابر ارتفاع بدن است؛ سر نسبتاً کوتاه و باریک است؛ پشت این ماهی به رنگ سبز زیتونی و باله‌های مخرجی، لگنی و سینه‌ای متمایل به سرخ هستند؛ دارای دو جفت سبیلک است که یک جفت در لب بالا و جفت دیگر در لب پایین است؛ تخم‌ها به رنگ نارنجی و سمی هستند.
- تغذیه: از کرم‌ها، بچه ماهیان و خرچنگ‌ها
- بیولوژی: این ماهی خواب زمستانی دارد.
- سایر موارد: اگر گوشت آن خوب پخته نشود اسهال و استفراغ ایجاد می‌کند. متأسفانه در سال‌های اخیر به علت صید بی‌رویه، احداث سدها بر روی رودخانه‌ها و مصرف آب رودخانه‌ها تولید مثل آن مختل شده و در فهرست سرخ IUCN در طبقه در بحران انقراض قرار گرفته‌است.